# Caitlin Montana
Caitlin Montana (Caitlin's Way) est une série télévisée américano-canadienne en 52 épisodes de 21 minutes, créée par Paul Belous et Thomas W. Lynch, et diffusée entre le 9 mars 2000 et le 28 avril 2002 sur YTV au Canada et à partir du 11 mars 2000 sur Nickelodeon aux États-Unis.
En France, la série a été diffusée à partir du 4 septembre 2000 sur France 2 dans La Planète de Donkey Kong et au Québec, elle a débuté durant la semaine de relâche du 3 au 7 mars 2003 puis en diffusion régulière dès le 1er juin 2003 sur VRAK.TV.

## Synopsis
Depuis l'âge de 8 ans, Caitlin Seeger est orpheline. Elle a appris à survivre dans les rues de Philadelphie. Après quelques problèmes avec la police, elle a le choix entre la prison et une famille d'accueil dans un ranch du Montana. Au contact de la nature et des animaux, elle y apprendra les vraies valeurs de la vie.

## Distribution

### Acteurs principaux
- Lindsay Felton (en) (VF : Sylvie Jacob) : Caitlin Seeger
- Cynthia Belliveau (en) (VF : Pascale Vital) : Dori Lowe
- Jeremy Foley (VF : Hervé Rey) : Griffen Lowe
- Ken Tremblett (VF : Michel Dodane) : Jim Lowe

### Acteurs récurrents
- Brendan Fletcher (VF : Fabrice Trojani) : Eric Anderson (22 épisodes)
- Stephen Warner (VF : Benoît DuPac) : Brett Stevens (21 épisodes)
- Mitchell Kosterman (en) : Officer Maggert (20 épisodes)
- Tania Saulnier (VF : Caroline Lallau) : Taylor Langford (13 épisodes)
- Jason McSkimming : Will Findlay (12 épisodes)
- Alana Husband (VF : Delphine Allemane) : Nikki (7 épisodes)
- Terry Lawrence : Coach Lawrence (5 épisodes)
- Julianna Enciu : Annie (5 épisodes)
- Philip Akin (VF : Hervé Jolly) : M. Watson (4 épisodes)

 Source et légende : version française (VF) sur RS Doublage

## Épisodes

### Première saison (2000)
1. Chien perdu sans collier, 1re partie (Stray: Part 1)
2. Chien perdu sans collier, 2e partie (Stray: Part 2)
3. Chien perdu sans collier, 3e partie (Stray: Part 3)
4. Repérages (Boundaries)
5. Premiers Doutes (Fear and Falling in Montana)
6. L'Argent de poche (Making Allowances)
7. Amies d'un jour (Solar Mates)
8. Liberté pour les ours (Bear with Me)
9. La Main de l'homme lézard (Horror Show)
10. Sur le vif (Take Your Best Shot)
11. Une robe pour Caitlin (Caitlin's First Dance)
12. Fausse Note (Testing)
13. Assistante du shérif (Deputy for a Day)
14. Le Concours hippique (Along for the Ride)
15. Responsabilités (Puppy Love)
16. Question d'argent (Caitlin's Trust)
17. Élections (The Candidate)
18. Affinités (Ties That Bind)
19. La Pièce de théâtre (Playing Caitlin)
20. Le Jeu de la vérité (Truth or Dare)
21. Le Défi (True Grits)
22. Blessures (Under Western Skies)

### Deuxième saison (2000-2001)
Elle a été diffusée à partir du 7 octobre 2000 sur Nickelodeon, et du 6 février 2001 sur YTV.
1. Le Cadeau, 1re partie (The Present)
2. Le Cadeau, 2e partie (The Present)
3. Une Journée en ville (Money Walks)
4. Le Nouveau Proviseur (Principles)
5. Chute Libre (Free Fall)
6. Mon père, cet inconnu (Beautiful Dreamers)
7. Électrochoc (Tremor)
8. Quand la musique est bonne (All Night Long)
9. Solution de facilité (The Easy Way)
10. L'Anniversaire (Belated Birthday)
11. L'Amour vache (Cows and Effects)
12. Hors-pistes (Icicle)
13. Karaté (Side Kicks)
14. Les Marginaux (Outlaws)
15. Exercice de survie (Unplugged)
16. La Voie des ondes (Dr Truth)
17. Chimie et Alchimie (Chemistry)
18. Écoute-moi, Julie... (Little Sister)
19. Juliette et son Roméo (Juliet & Her Romeo)

### Troisième saison (2002)
1. La Fête des mères (Mother of the Year)
2. Frisson garanti (Bowlerama)
3. Prise de conscience (Heartbeat)
4. Une vieille amie (Old Friends)
5. Le Week-end d'une artiste (All About Caitlin)
6. Les Tricheurs (Truant)
7. Si on chantait (Duh Truth, Uh-Huh)
8. Faire cavalier seul (Solo)
9. Les Soupçons (Burned)
10. La Promesse, 1re partie (The Promise)
11. La Promesse, 2e partie (The Promise)